# 신동식
신동식은 CJ ENM 투니버스의 책임 프로듀서이다. 1996년 5월 투니버스에 입사한 뒤, 1997년부터 애니메이션 더빙 연출을 하였다. 속칭 "무디"(무책임PD) 라고도 불린다.

## 경력
- 1990년 SBS 작가
- 동아TV(현 채널동아) PD
- 1996년 투니버스 제작팀 프로듀서
- 투니버스 제작팀 팀장
- 2011년 ~ 2017년 CJ E&M 투니버스 본부장
- CJ ENM 투니버스 PD

## 일본 TV 애니메이션(시리즈물) 더빙 연출
“더빙 연출한 투니버스 작품 목록”. 2011년 6월 11일에 원본 문서에서 보존된 문서. 2009년 1월 8일에 확인함.

### 1997년
- 환상게임
- 사랑은 정말

### 1998년
- 신비의 세계 엘하자드
- 우주에서 온 모자코
- 기갑전사 걸키버

### 1999년
- 카우보이 비밥
- 기갑경찰 메탈잭
- 파딩숲 친구들의 모험
- 우체부아저씨
- 퍼즐여행
- 배트맨
- 덱스터의 실험실
- 타이니툰
- 핑키와 브레인
- 애니매니악스

### 2000년
- 버블검크라이시스
- 선계전 봉신연의
- 그 남자 그 여자
- 마스터 키튼
- 로도스도전기 영웅기사전

### 2001년
- AD폴리스
- 다!다!다!
- 은장기공 오디안
- 괴짜가족
- 파워 퍼프걸
- Go! Go! 다섯 쌍둥이
- 지구방위가족

### 2002년
- 미소의 세상
- 신기동전기 건담W
- 더 파이팅 1부
- 다!다!다!2
- 우당탕탕 닥터지

### 2003년
- Go! Go!다섯 쌍둥이2
- 더 파이팅 2부
- 정글은 언제나 맑음 뒤 흐림
- 기동무투전 G건담
- 으랏차차 삼총사

### 2004년
- GTO
- 달빛천사
- 황당용사 욜라세다
- 파워레인저 다이노썬더
- 탐정학원Q
- 레이브

### 2005년
- 가면라이더 드래건
- 고스트 바둑왕
- 파워레인저 SPD
- 몬스터

### 2006년
- 배틀짱

### 2007년
- 닌자보이 란타로 1기

### 2008년
- 닌자보이 란타로 2기
- 요괴인간 타요마
- 은혼

### 2009년
- 요괴인간 타요마 2부
- 요괴인간 타요마 공존의 시작 1부
- 닌자보이 란타로 5기

## 일본 TV 애니메이션(TV스페셜 / OVA / 단편) 더빙 연출
“더빙 연출한 투니버스 작품 목록”. 2011년 6월 11일에 원본 문서에서 보존된 문서. 2009년 1월 8일에 확인함.

### 1997년
- 캡틴테일러 TV스페셜 ‘또 하나의 전설’
- 캡틴테일러 OVA
- 프란체스코의 아름다운 세상
- 오즈
- 허클베리핀의 모험
- 공주와 도깨비
- Bird

### 1998년
- 졸업
- 유적탐험대 팜&일
- 더티페어FLASH
- 소녀전사 익셀리온
- 대운동회OVA
- 웨딩피치 DX
- 루팡 3세 ‘타란치아의 독거미’
- 아미테이지III
- 동물 올림픽
- 동물 월드컵

### 1999년
- 오! 나의 여신님
- 엘하자드 OVA
- 엘하자드 OVA2
- 초기동전설 다이나기가
- 고르고13
- 천지무용 in love

### 2000년
- 로도스도 전기 OVA
- 녹색의 전설

### 2001년
- 시티헌터 TV스페셜
- 천방지축 이나 탁구부
- 사이버시티 오에도808

### 2002년
- 건담W 엔들리스 왈츠

### 2003년
- 엑스 드라이버
- 정글은 언제나 맑음 뒤 흐림 디럭스
- D4프린세스

### 2004년
- 더 파이팅 스페셜
- 15살 나 살아있어요

### 2005년
- 정글은 언제나 맑음 뒤 흐림FINAL
- 카우보이 비밥 '천국의 문'

### 2008년
- 미소의 세상 스페셜

### 2009년
- 브랏츠 - 밤샘파티 대모험

## 한국 애니메이션 더빙
“기타 다른 활동 정리”. 2011년 6월 11일에 원본 문서에서 보존된 문서. 2009년 1월 8일에 확인함.

### 2000년
- 하얀마음 백구 녹음 연출

### 2008년
- 냉장고 나라 코코몽 녹음 연출 및 기획 프로듀서

## 영화 더빙 연출
“기타 다른 활동 정리”. 2011년 6월 11일에 원본 문서에서 보존된 문서. 2009년 1월 8일에 확인함.

### 2006년
- 빨간모자의 진실

### 2007년
- 디 워(우리말 더빙판)

- 엘라의 모험

### 2009년
- 리틀 비버(다큐멘터리)

## 게임 더빙 연출
“기타 다른 활동 정리”. 2011년 6월 11일에 원본 문서에서 보존된 문서. 2009년 1월 8일에 확인함.
- 1998년 ‘템페스트’ 우리말 녹음 연출
- 1999년 ‘창세기전3 part 1’ 녹음 연출
- 2000년 ‘창세기전3 part 2’ 캐스팅
- 2001년 ‘마그나 카르타’ 녹음 연출

## 저서 및 연재
“기타 다른 활동 정리”. 2011년 6월 11일에 원본 문서에서 보존된 문서. 2009년 1월 8일에 확인함.
- 2001년 ‘애니메이션 시크리트 파일’(시공사) – 공저
- 2003년 ‘프로페셔널 애니메이터즈 노하우13’(써드아이) – 공저
- 2001년~ (현재) 월간 한국판 뉴타입 컬럼 ‘비밀은 아닌 이야기’ 연재

## 애니메이션 주제가 작사 및 개사
“투니버스 주제가 작사 및 개사한 작품명”. 2008년 12월 29일에 원본 문서에서 보존된 문서. 2009년 1월 8일에 확인함.

### 1997년
- 캡틴 테일러 TV 스페셜 ‘또 하나의 전설’ 오프닝 - 작사
- 환상게임 오프닝 - 개사
- 환상게임 엔딩 - 작사
- 환상게임 삽입곡 - 개사
- 사랑은 정말 오프닝 - 개사
- 사랑은 정말 엔딩 - 개사

### 1998년
- 신비의 세계 엘하자드 오프닝 - 개사
- 유적탐험대 팜&일 오프닝 - 작사
- 유적탐험대 팜&일 엔딩 - 개사
- 우주에서 온 모자코 오프닝 - 개사
- 더티페어 FLASH 오프닝 - 공동 작사
- 소녀전사 익셀리온 삽입곡 - 작사 (노래: 양정화)
- 대운동회 OVA 엔딩 - 공동 작사(노래: 양정화, 이현진)

### 1999년
- 엘하자드 OVA 엔딩 - 개사
- 초기동전설 다이나기가 오프닝 - 개사
- 초기동전설 다이나기가 엔딩 - 개사

### 2000년
- 버블검 크라이시스 삽입곡(1) - 작사
- 버블검 크라이시스 삽입곡(2) - 개사
- 선계전 봉신연의 엔딩 - 작사
- 선계전 봉신연의 삽입곡 - 개사
- 그 남자 그 여자 엔딩(1) - 개사
- 그 남자 그 여자 삽입곡(1) - 개사
- 그 남자 그 여자 삽입곡(2) - 개사
- 로도스도 전기 영웅기사전 오프닝 - 작사
- 로도스도 전기 영웅기사전 엔딩 - 개사
- 로도스도 전기 OVA 삽입곡 - 작사

### 2001년
- AD폴리스 오프닝 - 개사
- AD폴리스 엔딩 - 개사
- 시티헌터 TV스페셜 오프닝 - 개사
- 시티헌터 TV스페셜 엔딩 - 작사
- 괴짜가족 오프닝 - 작사
- 은장기공 오디안 오프닝 - 작사
- 은장기공 오디안 엔딩(1) - 개사
- 은장기공 오디안 엔딩(2) - 작사
- 사이버 포뮬라 Sin 오프닝 - 작사
- 리메이크버전 신비한 바다의 나디아 오프닝 - 공동 작사 ‘푸른 꿈을 함께’ (노래: 이창희)
- 다!다!다! 오프닝 - 개사
- 다!다!다! 엔딩 - 작사
- 다!다!다! 삽입곡 - 작사
- 사이버시티 오에도 808 오프닝 - 개사
- Go! Go! 다섯 쌍둥이 오프닝 - 작사
- Go! Go! 다섯 쌍둥이 삽입곡 - 작사
- 지구 방위 가족 오프닝 - 작사
- 지구 방위 가족 엔딩 - 작사
- 지구 방위 가족 삽입곡 - 작사

### 2002년
- 미소의 세상 오프닝 ‘너에게만’ - 작사 (노래: 윤공주)
- 미소의 세상 엔딩(1) - 작사
- 미소의 세상 엔딩(2) - 작사
- 신기동전기 건담W 오프닝(1) - 개사
- 신기동전기 건담W 오프닝(2) - 개사
- 신기동전기 건담W 엔딩 'with you...' - 작사 (노래: 이혜주)
- 건담W 엔들리스 왈츠 엔딩 - 개사
- 더 파이팅 오프닝 ‘Dream~내일로의 시작’ - 작사 (노래: 이영준)
- 더 파이팅 엔딩 ‘그게 바로 너란 걸’ - 작사 (노래: 안젤로)
- 엔젤릭 레이어 오프닝 ‘항상 마지막처럼’ - 작사 (노래: 양정화)
- 우당탕탕 닥터지 오프닝 ‘세월의 동화’ - 작사 (노래: 이창희)
- 우당탕탕 닥터지 엔딩 - 작사
- 다!다!다! 2 오프닝 - 작사
- 다!다!다! 2 엔딩 - 작사
- 다!다!다! 2 삽입곡(오프닝 풀 버전) - 개사

### 2003년
- 행복한 세상의 족제비 엔딩 ‘출사표(出師表)’ - 작사 (노래: 유정석)
- 작은 눈의 요정 슈가 오프닝 ‘나의 너를 위해’ - 작사 (노래: 방진의)
- Go! Go! 다섯 쌍둥이 2 오프닝 ‘모여라’ - 작사 (노래: 양정화/이명선/이자명/여민정/김선혜)
- 더 파이팅 2부 삽입곡 - 개사
- 더 파이팅 2부 최종회 엔딩 - 작사
- 정글은 언제나 맑음 뒤 흐림 오프닝 - 개사
- 정글은 언제나 맑음 뒤 흐림 엔딩 ‘카누를 타고 파라다이스로 갈 때’ - 작사 (노래: 박혜경)
- 정글은 언제나 맑음 뒤 흐림 DX 오프닝 - 개사
- 정글은 언제나 맑음 뒤 흐림 DX 엔딩 - 작사
- D4프린세스 엔딩 - 개사
- 기동무투전 G건담 1기 오프닝 - 개사
- 기동무투전 G건담 2기 오프닝 - 개사
- 기동무투전 G건담 엔딩 ‘혼자 가지마’ - 작사 (노래: 러브홀릭)
- 기동무투전 G건담 삽입곡 - 개사

### 2004년
- 쾌걸! 근육맨 2세 오프닝 '질풍가도' 작사 (노래: 유정석)
- 파워레인저 레스큐 오프닝 '수호자' 작사 (노래: 송봉조)
- GTO 오프닝 작사
- GTO 엔딩 작사
- 피타텐 오프닝 '천사와 고공비행' 작사 (노래: 이용신)
- 달빛천사 오프닝 '나의 마음을 담아' 작사 (노래: 이용신)
- 달빛천사 엔딩1 'New Future' 개사
- 달빛천사 엔딩2 'Myself' 작사
- 달빛천사 엔딩3 'Eternal snow' 개사
- 달빛천사 엔딩4 'Love chronicle' 작사
- 달빛천사 삽입곡 'I love you' 개사
- 달빛천사 삽입곡 'ROCK'N ROLL PRINCESS' 개사
- 달빛천사 삽입곡 'Smile' 개사
- 황당용사 욜라세다 오프닝 '저 하늘을 봐' 작사 (노래: 남기용)
- 황당용사 욜라세다 엔딩 '밥상과 우주인' 작사
- 파워레인저 다이노썬더 오프닝 '승리의 약속' 작사 (노래: 유정석)
- 파워레인저 다이노썬더 엔딩 ‘We are the one' 개사
- 탐정학원Q 오프닝1 ‘미궁 * Make You' 개사
- 탐정학원Q 엔딩1 '연정‘ 개사
- 더파이팅 TV 스페셜 엔딩곡 ‘저녁 하늘의 종이비행기’ 작사
- 탐정학원Q 오프닝2 ‘기억해줘’ 작사 (노래: 이영미)
- 탐정학원Q 엔딩2 ‘보이지 않는 이야기’ 작사
- RAVE(레이브) 엔딩1 ‘호박요람’ 작사
- RAVE(레이브) 오프닝1 ‘butterfly kiss' 작사
- 트윈스피카 오프닝 ‘약속의 별’ 작사 (노래: 정여진)
- RAVE(레이브) 엔딩2 ‘비행선’ 작사
- RAVE(레이브) 오프닝2 ‘higher and higher' 개사

### 2005년
- 최유기 리로드 오프닝 ‘wild rock' 우리말 부분 작사
- 가면라이더 드래건 오프닝 ‘Alive a Life’ 작사
- 고스트 바둑왕 오프닝 ‘Get Over' 작사
- 고스트 바둑왕 엔딩 ‘나나나’ 작사 (노래: 나창현)
- 꼬마마법사 레미 비바체 오프닝 ‘사랑의 구조신호’ 작사 (노래: 토리)
- 파워레인저 SPD 오프닝 작사
- 파워레인저 SPD 엔딩1 작사
- 파워레인저 SPD 엔딩2 개사
- 정글은 언제나 맑음 뒤 흐림 FINAL 오프닝 개사
- 정글은 언제나 맑음 뒤 흐림 FINAL 엔딩 ‘내일을 위해’ 작사
- 나루토 엔딩 ‘너는 내게...’ 작사 (노래: 토리)
- 드래곤볼Z 2부 오프닝 ‘폭풍처럼’ 작사 (노래: 방대식)
- 드래곤볼Z 2부 엔딩 ‘작은 평화’ 작사 (노래: 회상)
- 나루토 2기 엔딩 ‘너를 보낸 나의 2야기’ 작사 (노래: 장연주)

### 2006년
- 쾌걸 근육맨 2세 2기 오프닝 ‘열혈남아(熱血男兒)’작사 (노래: 얀)
- 배틀짱 오프닝 ‘카모밀레’ 작사 (노래: 파란)
- 따끈따끈 베이커리 오프닝 ‘맛있는 마법’ 작사 (노래: 토리)
- 따끈따끈 베이커리 엔딩 ‘빵빵하게’ 작사 (노래: 강성호)
- 나루토 3기 엔딩 ‘오직 너만이’ 작사 (노래: 이용신)

### 2007년
- 블리치 1기 오프닝 ‘Road' 작사 (노래: GUYZ)
- 블리치 1기 엔딩 ‘기다릴게’ 작사 (노래: 조민혜)
- 따끈따끈 베이커리 2기 오프닝 ‘꿈은 나에게’ 작사 (노래: 배슬기)
- 따끈따끈 베이커리 2기 69화 삽입곡 ‘가오리다’ 작사 (노래: 현경수)
- 나루토 4기 엔딩 ‘가자’ 작사 (노래: 펄스데이)
- 메이저 2기 오프닝 ‘Hit &Run' 작사 (노래: 얀)
- 닌자보이 란타로 오프닝 ‘용기 100%’ 개사

### 2008년
- 코코몽 오프닝 ‘코코몽’ 공동 작사 (노래: 정선혜 / 한정아)
- 코코몽 엔딩 ‘떼굴떼굴’ 공동 작사 (노래: 한정아)
- 블리치 2기 엔딩 ‘고집쟁이’ 작사 (노래: 별)
- 요괴인간 타요마 오프닝 개사
- 요괴인간 타요마 엔딩 개사
- 가정교사 히트맨 리본 오프닝 ‘shining star' 작사(노래: GUYZ)
- 은혼 오프닝 ‘질주’ 작사 (노래: 김경호)
- 나루토 질풍전 엔딩 ‘나비’ 작사 (노래: 카라)

### 2009년
- 개구리중사 케로로 5기 엔딩 '슬픈 안드로이드' 작사 (노래: Whale)
- 캐릭캐릭체인지 두근두근 오프닝 '두근두근 예!예!' 작사 (노래: JQT)
- 캐릭캐릭체인지 두근두근 엔딩 '텔레파시' 작사 (노래: 김현지)

## 작사
“기타 다른 활동 정리”. 2011년 6월 11일에 원본 문서에서 보존된 문서. 2009년 1월 8일에 확인함.

## KBS 2TV
- 2002년 서영은 3집(Kiss Of Breeze) 5번 트랙 ‘내가 하는 이별’ 작사 (같은 해 KBS미니시리즈 ‘거침없는 사랑 O.S.T. 앨범’ 5번 트랙에도 수록)

## SBS
- 2007년 SBS’내 남자의 여자’ O.S.T. 앨범 3번 트랙 ‘사랑은 언제나 고독의 친구였다'(노래:최백호) 작사

## 작사
- 2003년 안젤로 앨범(A.City) 7번 트랙 ‘해빙기’ 작사(이후 안젤로의 2004년 미니앨범(The Way) 3번트랙에 ‘해빙기II’로 수록)
- 2008년 프로젝트 그룹 EMP 앨범 5,6번 트랙 ‘이별이구나’ 작사

## 더빙 연기
- 은혼 (투니버스) - 무디
- 레이브 (투니버스) - 딥스노
- 고스트 바둑왕 (투니버스) - 보좌관
- 원피스 (투니버스) - 마젤란